# F.F. Bruce
Frederick Fyvie Bruce (n. 12 octombrie 1910, Elgin, Scoția - d. 11 septembrie 1990) a fost unul dintre întemeietorii înțelegerii evanghelice moderne a Bibliei.